# Comuna Horia, Constanța
Horia este o comună în județul Constanța, Dobrogea, România, formată din satele Cloșca, Horia (reședința) și Tichilești.
Horia este așezată lângă Drumul Național 2A și se află la 15 km de orașul Hârșova și 65 km de municipiul reședință de județ - Constanța.
Horia a beneficiat în perioda comunismului de cel mai mare S.M.A (Secția Mașini Agricole) unde erau arondate multe sate din zonă. În prezent, satul se confruntă cu probleme grave în agricultură, cu toate că în zonă sunt mici asociații și firme care se ocupă de agricultura la scară mare.

## Demografie
Componența etnică a comunei Horia
     Români (92,78%)
     Alte etnii (0,32%)
     Necunoscută (6,9%)
Componența confesională a comunei Horia
     Ortodocși (92,57%)
     Alte religii (0,42%)
     Necunoscută (7,01%)
Conform recensământului efectuat în 2021, populația comunei Horia se ridică la 942 de locuitori, în scădere față de recensământul anterior din 2011, când fuseseră înregistrați 1.115 locuitori. Majoritatea locuitorilor sunt români (92,78%), iar pentru 6,9% nu se cunoaște apartenența etnică. Din punct de vedere confesional, majoritatea locuitorilor sunt ortodocși (92,57%), iar pentru 7,01% nu se cunoaște apartenența confesională.

## Politică și administrație
Comuna Horia este administrată de un primar și un consiliu local compus din 9 consilieri. Primarul, Nicolae Ioniță[*], de la Partidul Național Liberal, este în funcție din octombrie 2020. Începând cu alegerile locale din 2024, consiliul local are următoarea componență pe partide politice:
|  | Partid                    | Consilieri | Componența Consiliului | Componența Consiliului | Componența Consiliului | Componența Consiliului | Componența Consiliului | Componența Consiliului | Componența Consiliului |
|  | ------------------------- | ---------- | ---------------------- | ---------------------- | ---------------------- | ---------------------- | ---------------------- | ---------------------- | ---------------------- |
|  | Partidul Național Liberal | 7          |                        |                        |                        |                        |                        |                        |                        |
|  | Partidul Social Democrat  | 2          |                        |                        |                        |                        |                        |                        |                        |